# Elecciones regionales de Piura de 2006
Las elecciones regionales de Piura de 2006 se llevaron a cabo el 19 de noviembre de 2006 para elegir al presidente regional, al vicepresidente regional y al Consejo Regional para el periodo 2007-2011. La elección se celebró simultáneamente con elecciones regionales y municipales (provinciales y distritales) en todo el Perú.

## Sistema electoral
El Gobierno Regional de Piura es el órgano administrativo y de gobierno del departamento de Piura. Está compuesto por el presidente regional, el vicepresidente regional y el Consejo Regional.
La votación del presidente, vicepresidente y consejo regional se realiza en base al sufragio universal, que comprende a todos los ciudadanos nacionales mayores de dieciocho años, empadronados y residentes en el departamento de Piura y en pleno goce de sus derechos políticos.
El Consejo Regional de Piura está compuesto por 8 consejeros elegidos por sufragio directo para un período de cuatro (4) años, en forma conjunta con la elección del presidente regional. La votación es por lista cerrada y bloqueada. Se asigna a la lista ganadora los escaños según el método d'Hondt o la mitad más uno, lo que más le favorezca.

## Composición del Consejo Regional de Piura
La siguiente tabla muestra la composición del Consejo Regional de Piura antes de las elecciones.
| Partidos | Partidos                 | Consejeros |
| -------- | ------------------------ | ---------- |
|          | Partido Aprista Peruano  | 5          |
|          | Perú Posible             | 2          |
|          | Alianza para el Progreso | 1          |

## Partidos y candidatos
A continuación se muestra una lista de los principales partidos y alianzas electorales que participaron en las elecciones:
| Candidatura | Candidatura   | Partidos y alianzas                                                                        | Candidatos | Candidatos                 | Ideología                                                          | Resultado previo | Resultado previo | Ref. |
| Candidatura | Candidatura   | Partidos y alianzas                                                                        | Candidatos | Candidatos                 | Ideología                                                          | Votos (%)        | Con.             | Ref. |
| ----------- | ------------- | ------------------------------------------------------------------------------------------ | ---------- | -------------------------- | ------------------------------------------------------------------ | ---------------- | ---------------- | ---- |
|             | APRA          | Lista - Partido Aprista Peruano (APRA)                                                     |            | César Trelles Lara         | Aprismo                                                            | 28.25%           | 5                |      |
|             | APP           | Lista - Alianza para el Progreso (APP)                                                     |            | Gabriel Rodríguez Arámbulo | Liberalismo económico Conservadurismo liberal Populismo de derecha | 14.70%           | 1                |      |
|             | UN            | Lista - Unidad Nacional (UN) – Partido Popular Cristiano (PPC) – Solidaridad Nacional (SN) |            | Juan Castagnino Lema       | Democracia cristiana Conservadurismo Neoliberalismo                | 7.76%            | 0                |      |
|             | PNP           | Lista - Partido Nacionalista Peruano (PNP)                                                 |            | Maximiliano Ruiz Rosales   | Socialismo democrático Nacionalismo de izquierda                   | Nuevo            | Nuevo            |      |
|             | Obras + Obras | Lista - Movimiento Regional Obras + Obras (Obras + Obras)                                  |            | Javier Atkins Lerggios     | Regionalismo piurano                                               | Nuevo            | Nuevo            |      |
|             | AGRO SÍ       | Lista - AGRO SÍ (AGRO SÍ)                                                                  |            | José Neira Arismendiz      | Regionalismo piurano                                               | Nuevo            | Nuevo            |      |
|             | MODELO        | Lista - Movimiento de Desarrollo Local (MODELO)                                            |            | Isaías Vásquez Morán       | Regionalismo piurano                                               | Nuevo            | Nuevo            |      |

## Resultados

### Sumario general
|                        |                                                   |              |              |              |            |            |  |  |
| Partidos y coaliciones | Partidos y coaliciones                            | Voto popular | Voto popular | Voto popular | Consejeros | Consejeros |  |  |
| Partidos y coaliciones | Partidos y coaliciones                            | Votos        | %            | ±pp          | Total      | +/−        |  |  |
|                        | Partido Aprista Peruano (APRA)                    | 175,527      | 24.71        | –3.54        | 5          | ±0         |  |  |
|                        | Movimiento Regional Obras + Obras (Obras + Obras) | 157,432      | 22.16        | Nuevo        | 1          | +1         |  |  |
|                        | Unidad Nacional (UN)                              | 147,379      | 20.75        | +12.99       | 1          | +1         |  |  |
|                        | Movimiento de Desarrollo Local (MODELO)           | 86,434       | 12.17        | Nuevo        | 1          | +1         |  |  |
|                        | Partido Nacionalista Peruano (PNP)                | 77,053       | 10.85        | Nuevo        | 0          | ±0         |  |  |
|                        | AGRO SÍ (AGRO)                                    | 41,447       | 5.84         | Nuevo        | 0          | ±0         |  |  |
|                        | Alianza para el Progreso (APP)                    | 25,028       | 3.52         | –11.18       | 0          | –1         |  |  |
|                        |                                                   |              |              |              |            |            |  |  |
| Total                  | Total                                             | 710,300      |              |              | 8          | ±0         |  |  |
|                        |                                                   |              |              |              |            |            |  |  |
| Votos válidos          | Votos válidos                                     | 710,300      | 85.34        | +0.63        |            |            |  |  |
| Votos en blanco        | Votos en blanco                                   | 60,895       | 7.32         | –1.64        |            |            |  |  |
| Votos nulos            | Votos nulos                                       | 61,166       | 7.35         | +1.02        |            |            |  |  |
| Votos emitidos         | Votos emitidos                                    | 832,361      | 88.43        | +2.73        |            |            |  |  |
| Abstenciones           | Abstenciones                                      | 108,903      | 11.57        | –2.73        |            |            |  |  |
| Votantes registrados   | Votantes registrados                              | 941,264      |              |              |            |            |  |  |
|                        |                                                   |              |              |              |            |            |  |  |
| Fuente:                |                                                   |              |              |              |            |            |  |  |

### Autoridades electas
| Cargo                            | Autoridad electa | Autoridad electa          | Partido político | Partido político                  |
| -------------------------------- | ---------------- | ------------------------- | ---------------- | --------------------------------- |
| Presidente Regional de Piura     |                  | César Trelles Lara        |                  | Partido Aprista Peruano           |
| Vicepresidente Regional de Piura |                  | César Delgadillo Fukusaki |                  | Partido Aprista Peruano           |
| Consejero Regional de Piura      |                  | Pedro Valdiviezo Palacios |                  | Partido Aprista Peruano           |
| Consejera Regional de Piura      |                  | Nedda Bel Yaksetig        |                  | Partido Aprista Peruano           |
| Consejero Regional de Piura      |                  | Pedro Estrada Severino    |                  | Partido Aprista Peruano           |
| Consejero Regional de Piura      |                  | Porfirio Ayala Morán      |                  | Partido Aprista Peruano           |
| Consejero Regional de Piura      |                  | Mitrídates García García  |                  | Partido Aprista Peruano           |
| Consejero Regional de Piura      |                  | Miguel Galecio Rentería   |                  | Movimiento Regional Obras + Obras |
| Consejero Regional de Piura      |                  | Marco Carrasco Castillo   |                  | Unidad Nacional                   |
| Consejero Regional de Piura      |                  | Orlando Benel Mejía       |                  | Movimiento de Desarrollo Local    |